# منتور ۳۴۵۱
سیارک ۳۴۵۱ (به انگلیسی: 3451 Mentor، نامگذاری:1984HA1) سه هزار و چهارصد و پنجاه و یکمین سیارک کشف شده‌است که در ۱۹ آوریل ۱۹۸۴ کشف شد.
قدر مطلق سیارک برابر ۸٫۱۰ است.